# Црноруки гибон
Црноруки гибон (лат. Hylobates agilis) је мајмун из породице гибона (Hylobatidae).

## Распрострањење
Ареал врсте је ограничен на мањи број држава. 
Врста има станиште у Тајланду, Малезији и Индонезији, односно на Малајском полуострву и острву Суматра.

## Станиште
Станишта врсте су шуме и мочварна подручја.

## Угроженост
Ова врста се сматра угроженом.